# Lehsten (Helmbrechts)

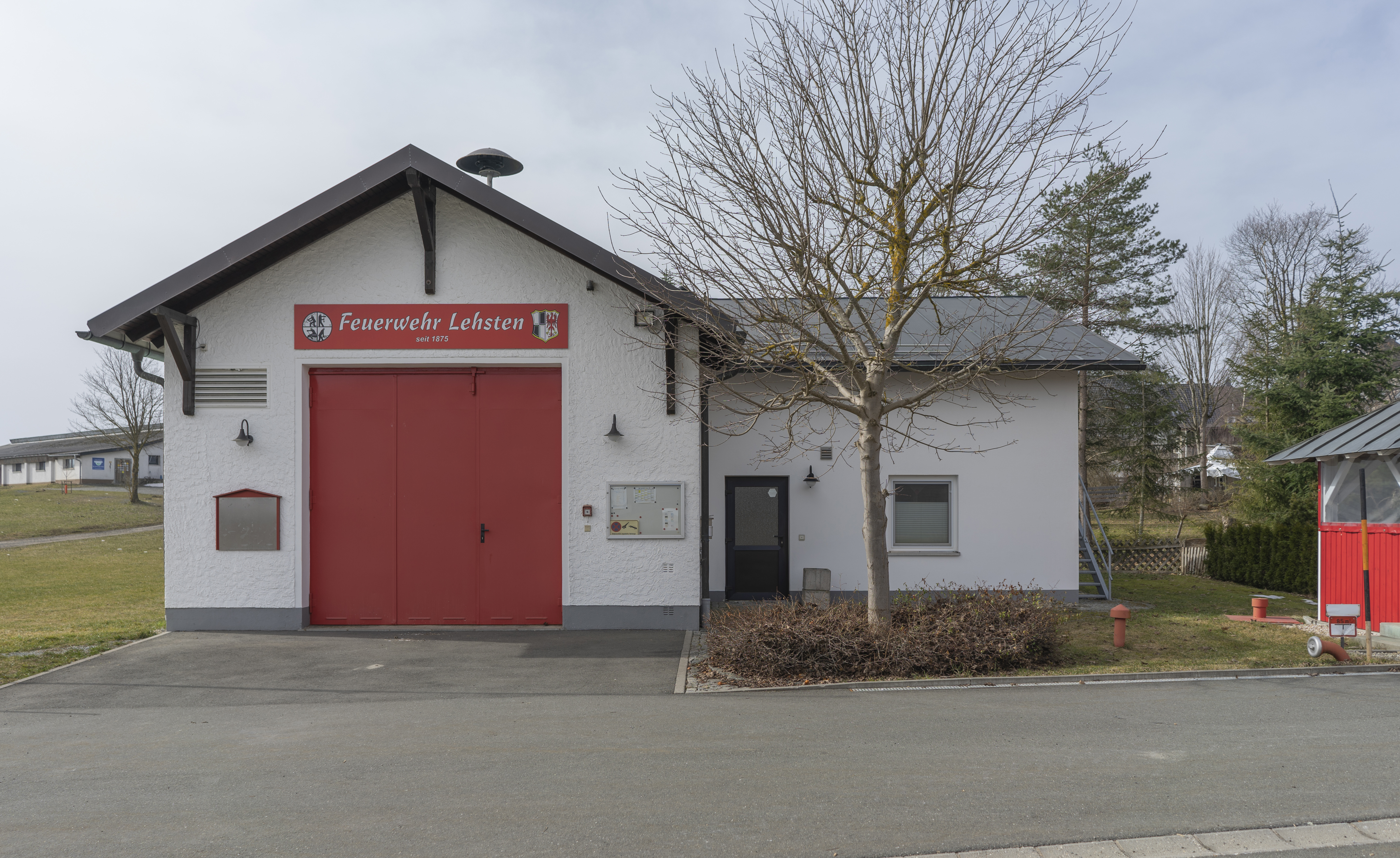
Das Feuerwehrhaus des Dorfes

Lehsten ist ein Gemeindeteil der Stadt Helmbrechts im Landkreis Hof (Oberfranken, Bayern). Lehsten liegt in der Gemarkung Oberweißenbach.

## Geografie
Einen Kilometer südwestlich des Dorfes entspringt der Lehstenbach, der das Ortsgebiet von Lehsten nicht berührt, sondern dieses weiträumig umfließt. Die Staatsstraße 2158 führt nach Rauhenberg zur Staatsstraße 2194 (1,3 km nordöstlich) bzw. zur Staatsstraße 2195 bei Enchenreuth (2 km westlich). Gemeindeverbindungsstraßen führen nach Suttenbach zur Kreisstraße HO 34 (0,5 km östlich) und nach Stechera (1 km südöstlich).

## Geschichte
Der Name des Ortes ist vermutlich slawischer Herkunft und hat seinen Ursprung wohl von les/las, was Viehweide bedeutet. Doch auch eine Ableitung vom ebenfalls slawischen lestina ist denkbar, dieses Wort bezeichnet ein Haselnussgebüsch.
Zur Realgemeinde Lehsten gehörte Ochsenbrunn. Gegen Ende des 18. Jahrhunderts bestand Lehsten aus 28 Anwesen (1 Dreiviertelhof, 4 Viertelhöfe, 4 Vierachtelhöfe, 1 Dreiachtelhof, 6 Achtelhöfe, 2 Achtelhöflein, 6 Tropfhäuser, 2 Tropfhäuslein, 2 halbe Tropfhäuser). Die Hochgerichtsbarkeit sowie die Dorf- und Gemeindeherrschaft stand dem bayreuthischen Stadtvogteiamt Helmbrechts zu. Das Kastenamt Helmbrechts war Grundherr der beiden Anwesen.
Von 1797 bis 1810 unterstand Lehsten dem Justiz- und Kammeramt Münchberg. Infolge des Ersten Gemeindeedikts wurde Lehsten dem 1812 gebildeten Steuerdistrikt Unterweißenbach und der zugleich entstandenen Ruralgemeinde Unterweißenbach zugewiesen, die 1820 vergrößert wurde und wenige Jahre später nach Oberweißenbach umbenannt wurde. Im Zuge der Gebietsreform in Bayern wurde Lehsten am 1. Juli 1972 nach Helmbrechts eingemeindet.

### Ehemaliges Baudenkmal
- Haus Nr. 23: 1933 errichtetes Gebäude; der Sturz der Haustür stammt von dem abgebrannten Haus Nr. 1 und ist am Scheitelstein bezeichnet „JAH 1837“ (=Johann Adam Hohenberger).[9]

### Einwohnerentwicklung
| Jahr      | 1812  | 1819   | 1861   | 1871   | 1885   | 1900   | 1925   | 1950   | 1961   | 1970   | 1987  |
| Einwohner | 188   | *220   | 257    | 287    | 236    | 210    | 183    | 177    | 129    | 124    | 88    |
| Häuser    | 32    |        |        |        | 31     | 30     | 34     | 30     | 34     |        | 35    |
| Quelle    | [ 7 ] | [ 11 ] | [ 12 ] | [ 13 ] | [ 14 ] | [ 15 ] | [ 16 ] | [ 17 ] | [ 18 ] | [ 19 ] | [ 1 ] |

## Religion
Lehsten ist seit der Reformation evangelisch-lutherisch geprägt und ist bis heute nach St. Johannes der Täufer (Helmbrechts) gepfarrt.